# Ratificación de Mandato en Tlajomulco 2011
La Consulta Ciudadana de Ratificación de Mandato se realizó el domingo 25 de septiembre de 2011 en el municipio de Tlajomulco de Zúñiga, Jalisco, México. Fue impulsada por el presidente municipal Enrique Alfaro Ramírez y corresponde al primer ejercicio de esta naturaleza en el país.

## Definición general
La ratificación de mandato, inspirada en la figura de revocación de mandato, es una herramienta de participación con la que el ciudadano puede evaluar, a través del voto libre, directo y secreto, el trabajo de algún gobernante; Ambas figuras poseen cualidades similares como mecanismo para el mejoramiento y consolidación del proceso democrático, su diferencia radica en que la primera no se encuentra legislada en el estado de Jalisco, ni ha sido integrada en la agenda de reforma política que se discute en el Congreso de la Unión.

La revocación de mandato procede de una solicitud por parte de la ciudadanía para someter a consulta pública la continuidad de un gobernante cuando se presente alguna causa grave que amerite su destitución. En el caso del ejercicio de consulta ciudadana de ratificación de mandato en el municipio de Tlajomulco, fue una acción voluntaria, promovida por el presidente municipal Enrique Alfaro Ramírez .

### Antecedentes
En 2008, siendo diputado local, Enrique Alfaro presentó una iniciativa de ley para legislar la figura de revocación de mandato en el estado Jalisco, la iniciativa fue rechazada por un voto en contra. Durante su campaña como candidato a la presidencia de Tlajomulco, Enrique Alfaro se comprometió a someter su gobierno a un proceso de evaluación para que los ciudadanos decidieran si continuaba o no como alcalde. El compromiso, firmado ante notario público, fue que declinaría a su carrera política si la ciudadanía no aprobaba su gobierno.

El 8 de septiembre de 2010 se instaló un consejo consultivo para la consulta ciudadana, integrado por representantes de asociaciones civiles de Tlajomulco, como empresarios, ganaderos, ejidatarios, profesores, comerciantes y vecinos, quienes asumieron la tarea de diseñar las reglas del juego para realizar la consulta de ratificación de mandato.

El 13 de septiembre el Pleno del Ayuntamiento de Tlajomulco aprobó por unanimidad el Manual para la consulta ciudadana. En ese documento se sientan las bases y las reglas del juego para realizar el proceso. 

### Principio constitucional
El principio de revocar o ratificar el mandato de los gobernantes encuentra sustento en la Constitución Mexicana, que en su artículo 39 estipula que:

«La soberanía nacional reside esencial y originariamente en el pueblo. Todo poder público dimana del pueblo y se instituye para beneficio de éste. El pueblo tiene en todo tiempo el inalienable derecho de alterar o modificar la forma de su gobierno.»

Este principio constitucional manifiesta el espíritu de la Constitución de Apatzingán de 1814, que sí establecía un primer esbozo de la figura de revocación de mandato, al estipular en su artículo 4 lo siguiente:

«Como el gobierno no se instituye por honra o interés particular de alguna familia, de ningún hombre o clase de hombres, sino para la protección y seguridad general de todos los ciudadanos, unidos voluntariamente en sociedad, esta tiene derecho incontestable a establecer el gobierno que más le convenga, alterarlo, modificarlo y abolirlo totalmente cuando su felicidad lo requiera.»

## Proceso de la Consulta Ciudadana de Ratificación de Mandato
Para la Consulta Ciudadana de Ratificación de Mandato se instalaron 70 casillas en 43 centros de votación en todas las delegaciones municipales. Cada casilla contó con un presidente, dos secretarios y un escrutador; Al no poder acceder a la Lista Nominal de Electores, capturaron los siguientes datos de los votantes: nombre, sección electoral y número de credencial. La consulta se realizó el domingo 25 de septiembre de 9:00 a 14:00 horas.

### Transparencia
Para la consulta organizada por el gobierno de Tlajomulco, se instaló un consejo consultivo y un comité de observación, para garantizar la transparencia y credibilidad del proceso.
Consejo Consultivo: se encargó de delinear las reglas del juego, las bases, el manual y la convocatoria para el ejercicio. En el consejo consultivo participaron el síndico municipal y representantes de las asociaciones empresariales, vecinales, magisteriales, ganaderas y de comerciantes. 
Consejo Consultivo: se encargó de delinear las reglas del juego, las bases, el manual y la convocatoria para el ejercicio. En el consejo consultivo participaron el síndico municipal y representantes de las asociaciones empresariales, vecinales, magisteriales, ganaderas y de comerciantes.
Comité de Observación: Se invitó al Congreso Ciudadano de Jalisco, el cual es una organización de información, capacitación, participación para el ejercicio de los derechos ciudadanos 
, que coordinó los trabajos de observación de la consulta ciudadana. Para integrar el comité de observación, el Congreso Ciudadano invitó a representantes de asociaciones civiles, académicos e investigadores de Jalisco y del interior de la República, registrando a alrededor de 170 para el día de la jornada.

### Resultados
En la Consulta Ciudadana de Ratificación de Mandato se emitieron 17,952 votos, que representan al 10.14% del Listado Nominal de Tlajomulco; 17,087 aprobaron el trabajo de Enrique Alfaro, mientras que 539 no lo aprobaron y 326 fueron votos inválidos.
|            | Votos  | Porcentaje |
| ---------- | ------ | ---------- |
| Sí apruebo | 17,087 | 95.18%     |
| No apruebo | 539    | 3%         |
| No válidos | 325    | 1.81%      |
| Total      | 17,951 |            |

## Numeralia y detalles técnicos de la ratificación de mandato
El Código Electoral y de Participación Ciudadana del Estado de Jalisco establece en su artículo 414° que en procesos de consulta ciudadana, como referéndum o plebiscito, se instalará cuando menos una casilla para cada cinco secciones electorales. En Tlajomulco hay 116 secciones electorales, por lo que de acuerdo al Código Electoral debieron instalarse al menos 23 casillas. Para este ejercicio se instalaron 70 casillas en 43 puntos. Se imprimieron 70,000 boletas foliadas atendiendo a los índices de participación electoral registrados en Tlajomulco, que son los siguientes:
Porcentajes de participación electoral en Tlajomulco en los últimos años
| Año  | Votos emitidos | Lista nominal | Participación |
| ---- | -------------- | ------------- | ------------- |
| 2000 | 35,188         | 61,432        | 57%           |
| 2003 | 38,425         | 68,426        | 56%           |
| 2006 | 60,045         | 95,278        | 63%           |
| 2009 | 71,898         | 141,159       | 50.9%         |